# Остапенко Олег Олегович
Олег Олегович Остапенко (нар. 11 червня 1997, Вінниця, Україна) — український футболіст, захисник.

## Кар'єра гравця
Футбольний шлях розпочав у команді рідного міста «Нива», в молодіжному складі якої виступав з 2010 по 2014 роки.
У 2014 році підписав контракт з полтавською «Ворсклою» й продовжив свою кар'єру виступами в молодіжному чемпіонаті України. У березні 2017 року Олега Остапенка-молодшого перевели до основного складу команди та заявили для участі в українській Прем'єр-лізі. 15 квітня 2017 року в матчі Прем'єр-ліги проти львівських «Карпат» дебютував у складі «Ворскли», замінивши Олександра Чижова.
13 липня 2018 року стало відомо, що Олег Остапенко став гравцем одеського «Чорноморця». 26 листопада 2019 року покинув одеський клуб.

## Сім'я
Олег Остапенко син відомого колишнього воротаря, а зараз футбольного тренера, Олега Остапенка-старшого.